# Metilisani-DNK—(protein)-cistein S-metiltransferaza
Metilisani-DNK—(protein)-cistein -metiltransferaza (EC 2.1.1.63, Methylated-DNA---(protein)-cysteine S-methyltransferase) je enzim sa sistematskim imenom DNK-6-O-metilguanin:(protein)-L-cistein -metiltransferaza. Ovaj enzim katalizuje sledeću hemijsku reakciju
DNK (koja sadrži 6-O-metilguanin) + protein L-cistein {\displaystyle \rightleftharpoons } DNK (bez 6-O-metilguanina) + protein S-metil-L-cistein
Ovaj protein učestvuje u popravci alkilisanog DNK. On deluje na alkilisani DNK (cf. EC 3.2.2.20, DNK-3-metiladenin glikozidaza I i EC 3.2.2.21, DNK-3-metiladenin glikozidaza II).

## Literatura
- Nicholas C. Price; Lewis Stevens (1999). Fundamentals of Enzymology: The Cell and Molecular Biology of Catalytic Proteins (Third изд.). USA: Oxford University Press. ISBN 019850229X.
- Eric J. Toone (2006). Advances in Enzymology and Related Areas of Molecular Biology, Protein Evolution (Volume 75 изд.). Wiley-Interscience. ISBN 0471205036.
- Branden C; Tooze J. Introduction to Protein Structure. New York, NY: Garland Publishing. ISBN 0-8153-2305-0.
- Irwin H. Segel. Enzyme Kinetics: Behavior and Analysis of Rapid Equilibrium and Steady-State Enzyme Systems (Book 44 изд.). Wiley Classics Library. ISBN 0471303097.

## Spoljašnje veze
- Methylated-DNA—(protein)-cysteine+S-methyltransferase на 